# پلاتین اند
پلاتین اند (به انگلیسی: Platinum End) یک مجموعه مانگای ژاپنی است که توسط تسوگومی اوبا نوشته و توسط تاکشی اوباتا تصویرسازی شده‌است. این مانگا از ماه نوامبر ۲۰۱۵ تا ژانویه ۲۰۲۱ در مجله ماهانه جامپ اسکوئر به صورت سریالی منتشر شد.
داستان دربارهٔ یک دانشجو به نام میرای کاکهشی است که اقدام به خودکشی می‌کند اما توسط فرشته نگهبانش نجات می‌یابد، فرشته علاوه بر اینکه قول می‌دهد تا از او محافظت کند، به وی قدرت‌های ویژه ای می‌بخشد همچنین او یکی از ۱۳ نامزدی است که توسط فرشتگان مختلف انتخاب شده تا جایگزین نقش خدا شود که قرار است در ۹۹۹ روز بازنشته شود. پلاتین اند تحت مجوز ویز مدیا در آمریکای شمالی منتشر می‌شود. مجموعه تلویزیونی انیمه اقتباس شده از این اثر ساخته استودیو سیگنال.ام‌دی از اکتبر ۲۰۲۱ تا مارچ ۲۰۲۲ پخش شد.

## داستان
میرای کاکهشی دانشجوی جوانی است که از بدرفتاری عمویش و عمه اش که از زمان مرگ والدینش او را بزرگ کرده‌اند، خسته شده اما پس از اقدام به خودکشی توسط فرشته نگهبان به نام ناس نجات می‌یابد. میرای از طریق ناس می‌فهمد که پدر و مادر خوانده اش مسئول مرگ پدر و مادر اصلی اش هستند، از قدرت‌هایی که به او داده برای مقابله با آنها و اجرای عدالت استفاده می‌کند. با این حال، سختی‌های میرای تازه شروع می‌شود زیرا ناس به او اطلاع می‌دهد که خدا در ۹۹۹ روز بازنشسته می‌شود و ۱۳ نامزد جایگزین از جمله خود او انتخاب شدند. اوضاع از زمانی بدتر می‌شود که نه تنها میرای نمی‌تواند از شرکت در مسابقه خودداری کند بلکه در میان نامزدها کسانی هستند که می‌خواهند با کشتن همه رقبا در اسرع وقت، به پیروزی برسند.